# 睦纱酒庄
睦纱酒庄（Chateau Musar）是一間位於黎巴嫩的貝卡谷地的葡萄酒酒莊，是黎巴嫩最负盛名的酒庄之一，有「黎巴嫩酒王」之稱。
酒莊於1930年由加斯顿·霍查（Gaston Hochar）成立，現時仍由由霍查家族（Hochar Family）掌管。

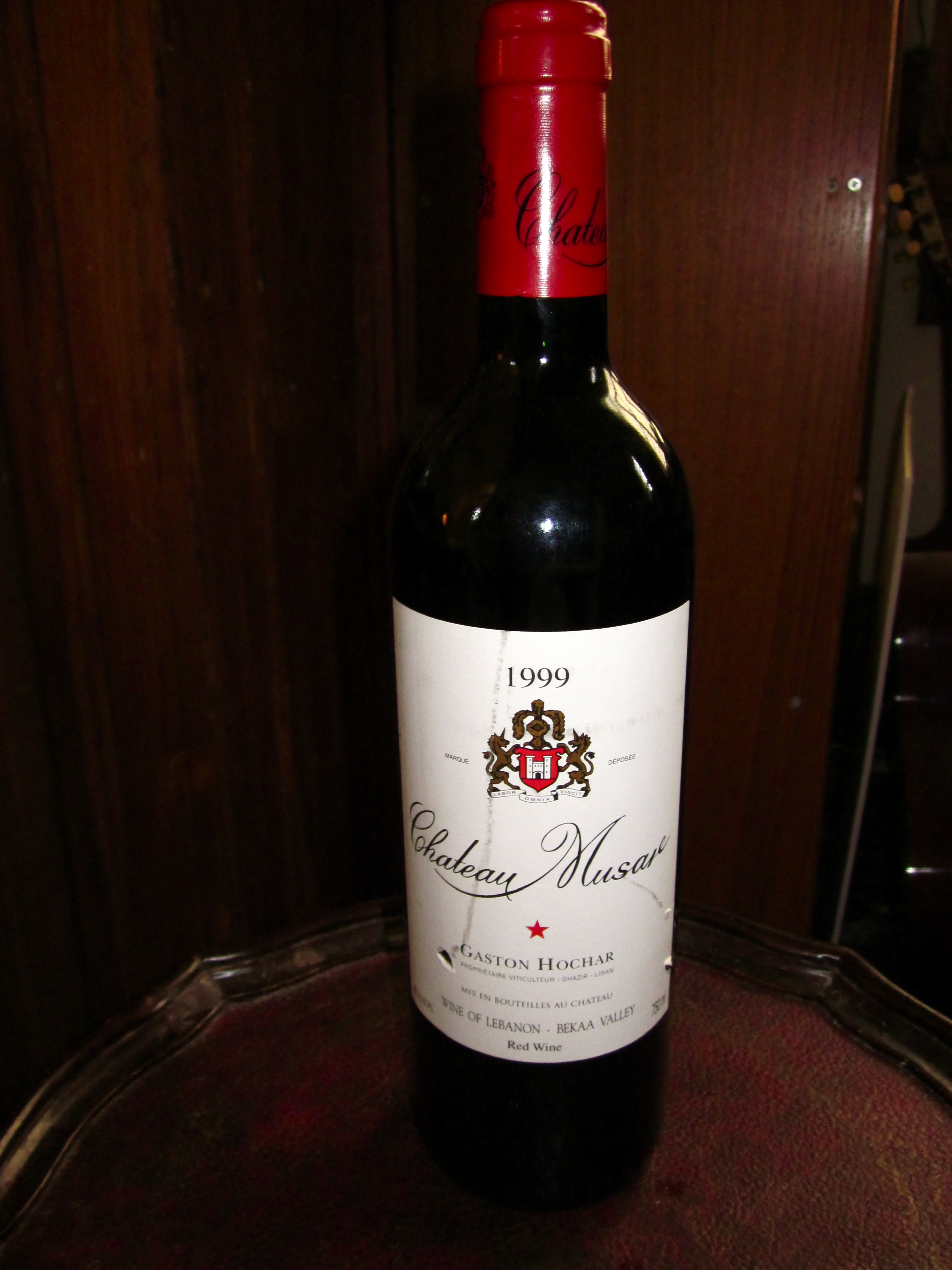
一支1999年份睦纱酒庄紅酒